# SC National Chemnitz
Der SC National 1900 Chemnitz war ein Fußballverein aus der sächsischen Stadt Chemnitz.

## Vereinsgeschichte und sportlicher Werdegang
National Chemnitz wurde am 1. August 1900 als zweiter Fußballverein der Stadt nach dem Chemnitzer BC gegründet. Die Vereinsfarben waren blau-schwarz. Heimstätte von National war das Sportgelände an der Annaberger Straße, das noch heute vom ehemaligen DDR-Ligisten Germania Chemnitz genutzt wird.
National spielte analog zum städtischen Rivalen Sturm Chemnitz in der Gauliga Mittelsachsen. Im Jahr 1920 errangen die Altchemnitzer die mittelsächsische Meisterschaft, die zur Teilnahme an der mitteldeutschen Meisterschaft berechtigte. Hier scheiterte National nach einer 1:2-Niederlage gegen den SV Dresden 06 bereits in der ersten Runde.
Mit Einführung der Gauliga Sachsen im Jahr 1933 wurden die Chemnitzer auf Grund vorangegangener Platzierungen in die zweithöchste Spielklasse, der Fußball-Bezirksklasse Chemnitz eingegliedert. Aus dieser stieg der Verein 1936/37 ab, eine Rückkehr gelang nicht mehr.

## Erfolge
- Gewinn der Meisterschaft Gau Mittelsachsen: 1920